# Jack Hawkins
Jack Hawkins (14. september 1910 – 18. juli 1973) var en engelsk skuespiller. The Bridge on the River Kwai (1957), The League of Gentlemen (1961) og Lawrence of Arabia (1962, General Allenby).